# Giuseppe Pinelli

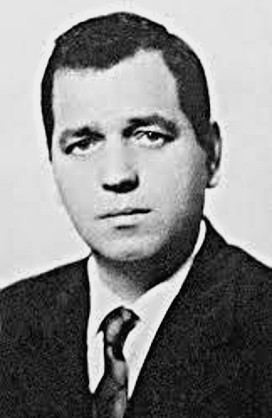
Giuseppe Pinelli

Giuseppe „Pino“ Pinelli (* 21. Oktober 1928 in Mailand; † 15. Dezember 1969 ebenda) war ein italienischer Anarchist. Er starb nach einer Verhaftung im Gewahrsam der italienischen Polizei. Pinelli war Mitglied des Mailänder anarchistischen Kreises Ponte della Ghisolfa (Brücke von Ghisolfa, einem Viertel Mailands). Er war zudem Sekretär der italienischen Zweigs des Anarchist Black Cross. Sein Tod in Händen der Polizei inspirierte Dario Fo zum Theaterstück Morte accidentale di un anarchico (Zufälliger Tod eines Anarchisten).

## Leben

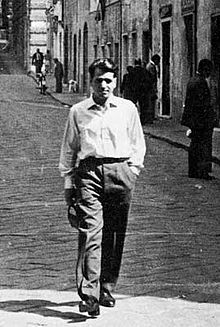
Pinelli 1955

Pinelli wurde in eine Arbeiterfamilie geboren. Er arbeitete als Bote und später als Lagerarbeiter, fand aber Zeit zum Lesen und wurde um 1944 in einer anarchistischen Gruppe in der Region Mailand aktiv. Später trat er weiteren Gruppen bei, unter anderem der, die das Wochenblatt Il Libertario herausbrachte. 1954 wurde er Eisenbahnmonteur. 1955 heiratete er Licia Rognini, die er in einem Abendkurs für Esperanto kennengelernt hatte. Während der 1960er Jahre fuhr er mit anarchistischen Aktivitäten fort. 1963 organisierte er junge Anarchisten in der Gioventu Libertaria (Libertäre Jugend). 1965 half er bei der Gründung des Sacco-und-Vanzetti-Kreises und gründete 1968 den oben erwähnten circolo anarchico Ponte della Ghisolfa.

## Todesumstände
Am 12. Dezember 1969 explodierte eine Bombe in der „Banca dell’Agricoltura“ (Landwirtschaftsbank) an der Piazza Fontana in Mailand, tötete 17 Menschen und verletzte 88 weitere. Pinelli wurde mit anderen Anarchisten festgenommen und verhört. Er wurde drei Tage festgehalten und befragt, länger, als dies vom italienischen Gesetz für Personen erlaubt ist, die keinem Richter vorgeführt wurden. Kurz vor Mitternacht des 15. Dezembers 1969 wurde beobachtet, wie Pinelli aus einem Fenster des vierten Stocks des Mailänder Polizeigebäudes zu Tode stürzte. Die drei Polizeioffiziere, die Pinelli verhört hatten, darunter Kommissar Luigi Calabresi, wurden 1971 wegen Mordes angeklagt. Aus Mangel an Beweisen wurde das Verfahren eingestellt, und es wurde festgestellt, dass Pinellis Sturz ein Unfall gewesen sei.
Pinellis Unschuld an dem Bombenanschlag auf der Piazza Fontana wurde später geklärt; 1969 wurden Tatverdächtige aus der rechtsradikalen Terrororganisation Ordine Nuovo wegen des Anschlags angeklagt. 2001 wurden drei italienische Neofaschisten verurteilt, aber im Berufungsverfahren freigesprochen.
Giuseppe Pinelli liegt in Carrara auf einem anarchistischen Ehrenfriedhof zusammen mit anderen Kämpfern begraben, darunter Gino Lucetti (1900–1943) und Gogliardo Fiaschi (1930–2000).

## Rezeption

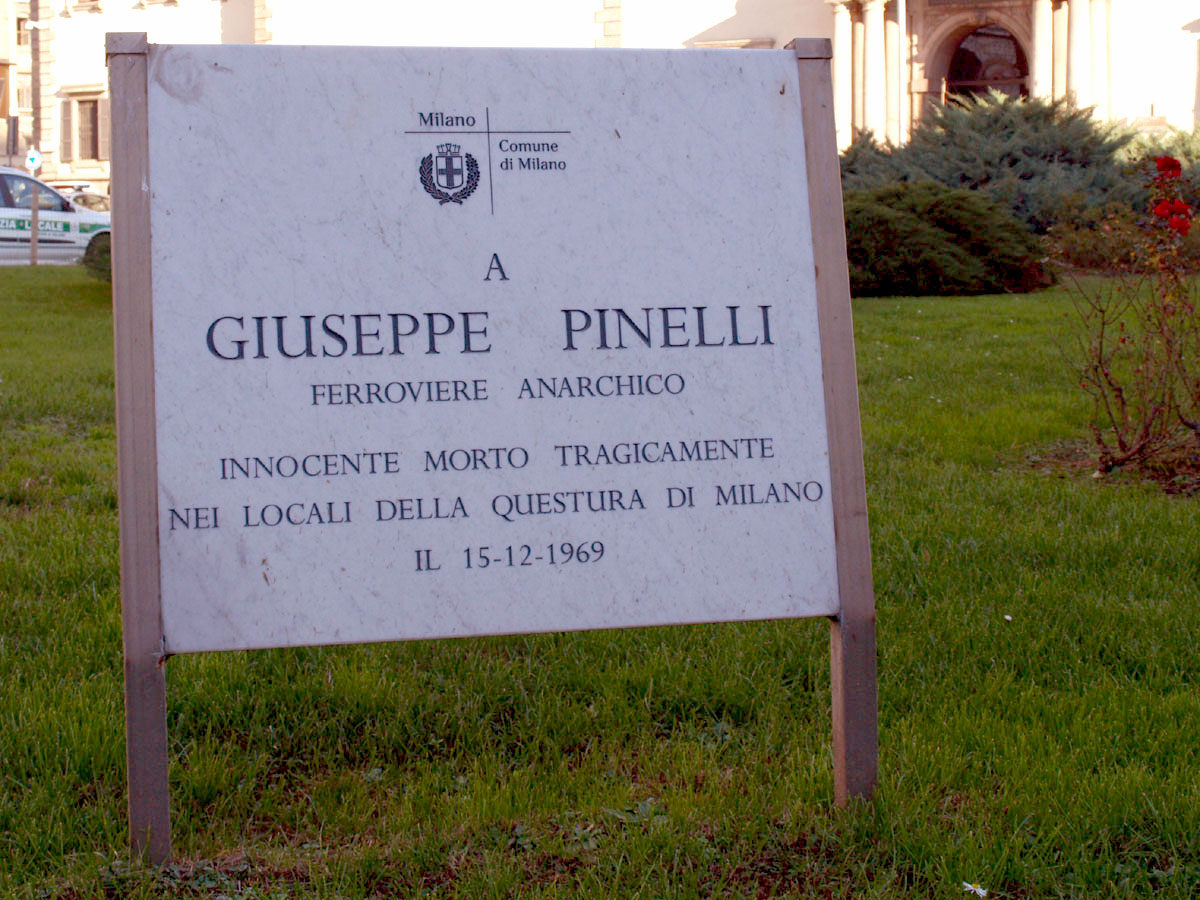
Die 2006 errichtete neue Gedenktafel auf der Piazza Fontana

Pinellis Tod diente Dario Fo als Inspiration für sein Theaterstück Zufälliger Tod eines Anarchisten. Pinellis Name wird im Originalentwurf aber nicht erwähnt.
Das Verhör und der Tod Pinellis in den Händen der Polizei sind Gegenstand der Erzählung „Reden ist tödlich, schweigen auch“ von Peter O. Chotjewitz, 1974 erschienen im Verlag Eremiten-Presse Düsseldorf.
Pinellis Tod war das Sujet des zentralen Gemäldes Funerali dell’anarchico Pinelli (Begräbnis des Anarchisten Pinelli) vom italienischen Künstler Enrico Baj und des politischen Dokumentarfilms 12 dicembre (1972) von Giovanni Bonfanti nach einer Idee von Pier Paolo Pasolini.
Zudem entstand 1970 als eine Auseinandersetzung mit der Thematik der Episodenfilm Documenti su Giuseppe Pinelli.
1977 wurde auf private Initiative hin eine Gedenktafel auf der Piazza Fontana aufgestellt, die die Mailänder Polizei für den Tod von Pinelli explizit verantwortlich machte. Nach heftigen Kontroversen wurde 2006 eine neue Tafel errichtet, auf der nur noch vom „tragischen Tod“ Pinellis die Rede ist.